# Image publicitaire
L'imagerie publicitaire est une technique de publicité visant à fidéliser la clientèle grâce à la distribution, avec les produits vendus ou lors de visites sur le point de vente, d'images à collectionner.
Le nom de cette collection s'appelle la pictopublicéphilie et les collectionneurs d'images publicitaires se nomment des pictopublicephiles.

## Histoire des albums d'images publicitaires en France
L'imagerie publicitaire vit le jour en 1867, A. Boucicaut, propriétaire du Bon Marché à Paris fit imprimer des chromolithographies portant au verso la publicité de ses magasins et au recto des scènes comportant une suite.
Chaque jeudi, ces images étaient distribuées aux enfants qui accompagnaient leur mère.
Le succès fut immédiat et le Bon Marché connut, grâce à cette publicité, une période de prospérité.
De très nombreuses firmes emboitèrent le pas et distribuèrent à leur tour des images aux enfants.
Liebig, Aiguebelle, Suchard, Guérin-Boutron furent parmi les plus actifs.
Ces chromolithographies n'étaient pas destinées à être présentées en album.

### Les précurseurs
Le premier album connu à ce jour, est celui qui fut édité par les Grands Magasins du Printemps vers 1865. Il était destiné à collectionner 304 portraits signés de Justin Lallier et de quatre autres photographes, représentant les personnalités de l'époque. Un portrait était remis pour tout achat de 10 francs.
Le second album connu est celui édité par le journal Le Figaro, il permettait de collectionner 100 photos de personnalités du début de la Troisième République.
Citons encore parmi les précurseurs les albums suivants :
- Collection Félix Potin : Célébrités contemporaines 1898 (500 photos)
- Collection Félix Potin : Exposition Universelle de Paris 1900
- Collection Félix Potin : Célébrités contemporaines 1908 (510 photos)
- Collection Félix Potin : Célébrités contemporaines 1922 (510 photos)
- Chocolat Guérin-Boutron : Livre d'or des célébrités contemporaines (vers 1903 - 2 volumes)
- Chocolat Lorrain : Célébrités de la Lorraine
- Chocolat-Louit : Histoire naturelle par l'image (vers 1900)
- Papier à cigarette Le Portait Historique : Album-collectionneur 1880

### L'entre-deux-guerres
La fin de la Première Guerre mondiale voit le début du premier âge d'or de la publicité par l'image. Si l'industrie chocolatière se taille la part du lion dans la production des albums et des images, il ne faut pas oublier la contribution d'autres secteurs comme le café, la chicorée, le fromage, le beurre, les produits laitiers, les pâtes alimentaires, le chewing-gum, la confiserie, les biscuits et les biscottes, etc.
Parmi les chocolateries citons Aiguebelle, Casino, Cémoi, Delespaul-Havez, Kemmel, Lanvin, Lombart, Marlieu, Menier, Moreuil, Nestlé, Poulain, Pupier, Révillon, Suchard, Turenne, Union, etc. Notons qu'en France les cigarettiers n'avaient pas le droit de mettre des images dans leurs paquets, au contraire de pays comme l'Allemagne, l'Angleterre ou l'Irlande. Seules les firmes installées en Afrique du Nord et dans les colonies émirent des images.

#### Contenu des albums
Le contenu des albums peut varier fortement d'une firme à l'autre, mais souvent ils sont orientés pédagogiquement et destinées aux enfants des écoles.
Les principaux thèmes développées sont : les animaux domestiques ou sauvages, les oiseaux, l'histoire naturelle, l'automobile, l'aviation, la marine, la géographie, les voyages et les explorations, les pays étrangers, les colonies françaises, l'histoire de France, les célébrités, les sports et les sportifs, les artistes de cinéma, l'espace, les costumes civils ou militaires, les contes, les fables de La Fontaine, les personnages de Walt Disney, le code de la route, etc.
Les images également sont d'une grande diversité. Noir et blanc ou couleur, dessin ou photo, format en tout genre, à coller ou à encarter, autocollantes...

### Années 1950, 60 et 70
La fin de la Seconde Guerre mondiale coïncida avec l'apparition de nombreuses firmes régionales qui, pour certaines, disparurent assez rapidement, parfois absorbées par des regroupements ou fusionnées avec des firmes plus solides financièrement.
Apparurent également des regroupements de firmes visant à publier des séries d'images en commun et ainsi réduire les frais de production (C.P.G.M., IMA, Chèque Tintin, Chèque Chic, entre autres).

### Période moderne
Depuis la fin des années 1970, les firmes éditrices d'albums ont petit à petit cessé la distribution des images dans leurs produits. Poulain a été un des derniers grands noms à céder le pas vers 1995. En 2008, les restaurants Mac Donald's perpétuent la tradition de l'imagerie publicitaire,
en distribuant à leurs jeunes clients des albums et des images adhésives publicitaires.